# Монвер
Монве́р (фр. Montvert, окс. Mont verd) — коммуна во Франции, находится в регионе Овернь. Департамент — Канталь. Входит в состав кантона Ларокбру. Округ коммуны — Орийак.
Код INSEE коммуны — 15135.
Коммуна расположена приблизительно в 430 км к югу от Парижа, в 115 км юго-западнее Клермон-Феррана, в 24 км к западу от Орийака.

## Население
Население коммуны на 2008 год составляло 115 человек.
| 1962 | 1968 | 1975 | 1982 | 1990 | 1999 | 2008 |
| ---- | ---- | ---- | ---- | ---- | ---- | ---- |
| 180  | 198  | 170  | 133  | 130  | 115  | 115  |

## Экономика
В 2007 году среди 62 человек в трудоспособном возрасте (15—64 лет) 47 были экономически активными, 15 — неактивными (показатель активности — 75,8 %, в 1999 году было 66,2 %). Из 47 активных работали 43 человека (23 мужчины и 20 женщин), безработных было 4 (1 мужчина и 3 женщины). Среди 15 неактивных 3 человека были учениками или студентами, 7 — пенсионерами, 5 были неактивными по другим причинам.

## Достопримечательности
- Поместье Дильяк (XV век). Памятник истории с 2002 года[3]
- Церковь Сен-Жеро (XII век). Памятник истории с 1921 года[4]

## Фотогалерея

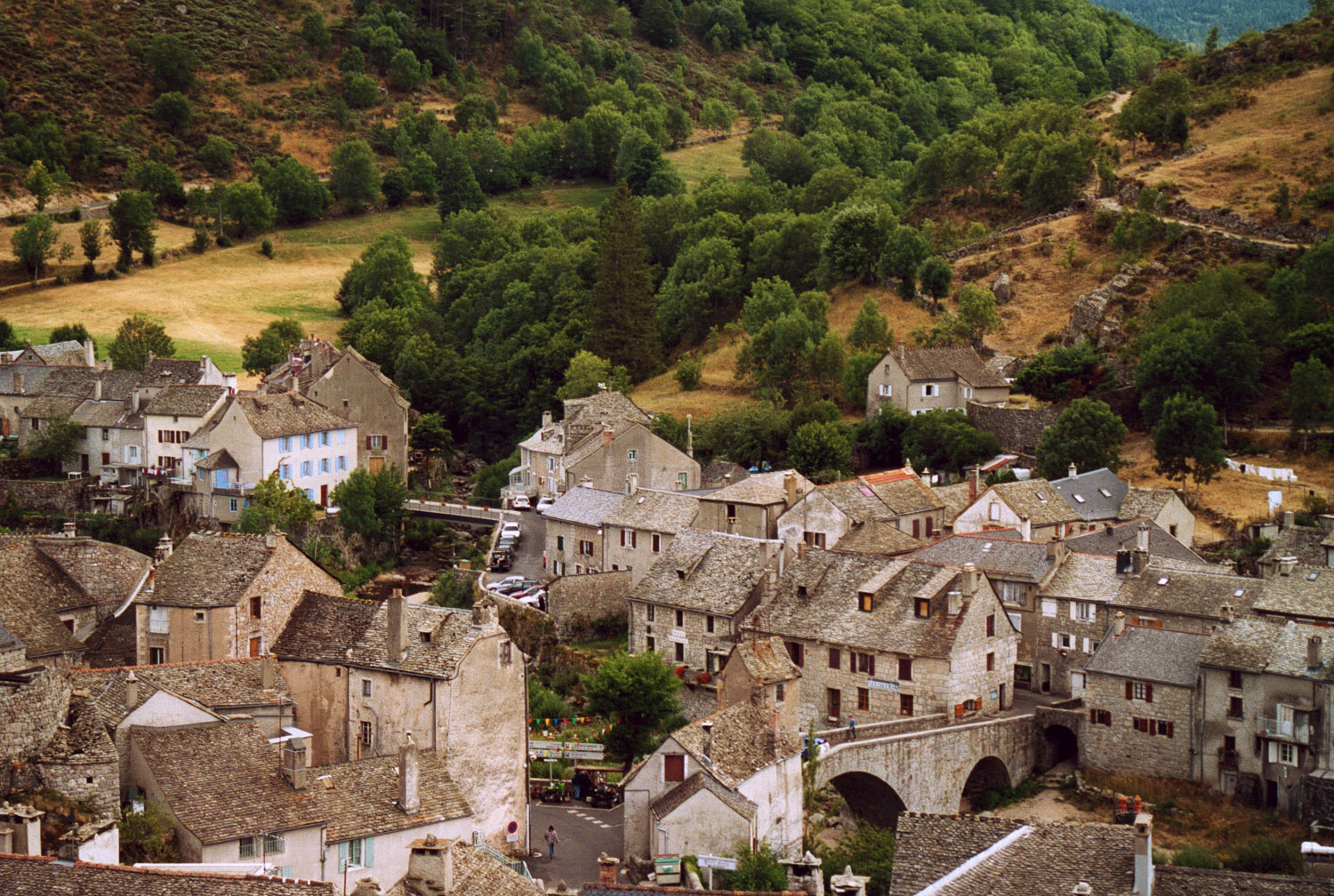
Монвер
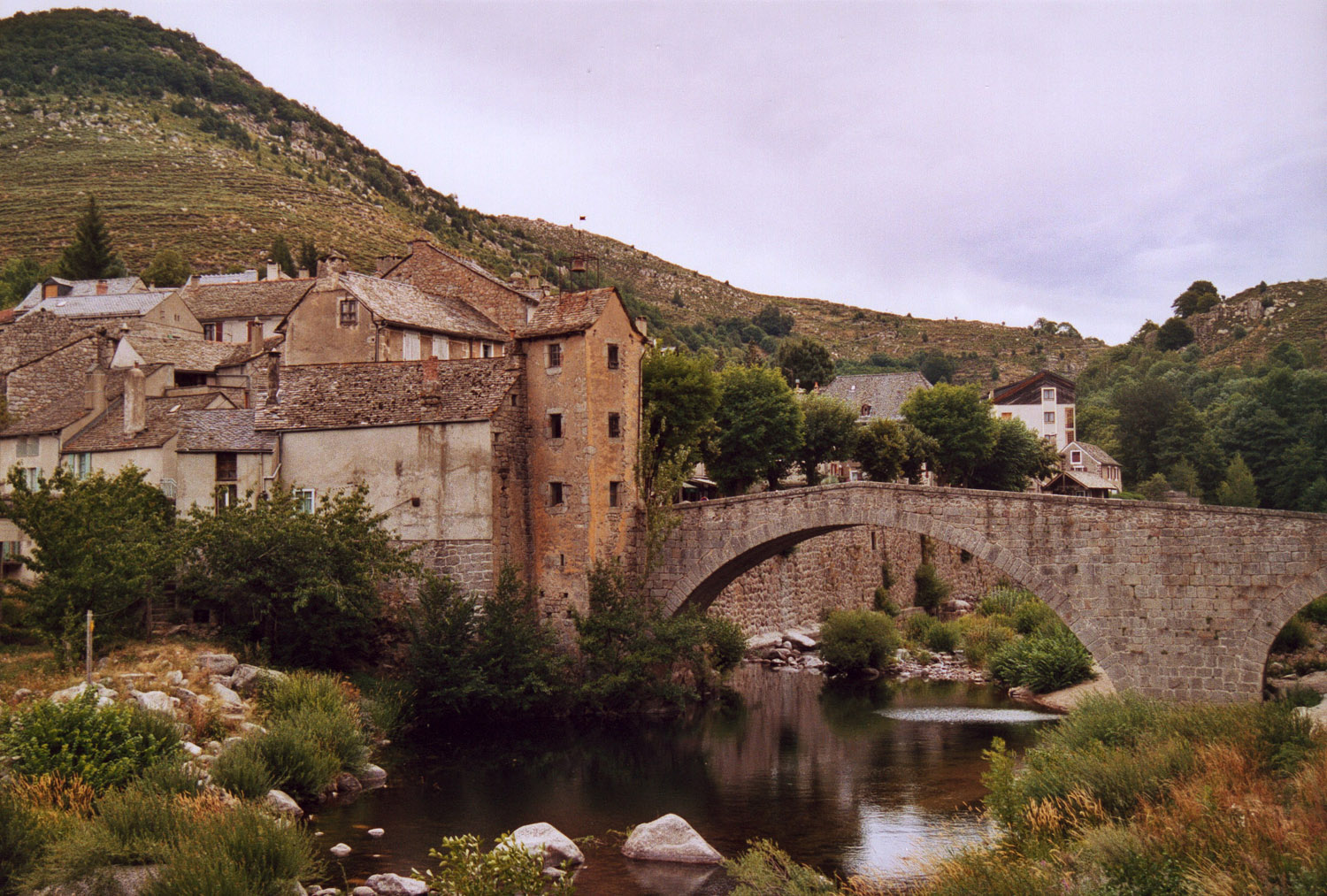
Монвер
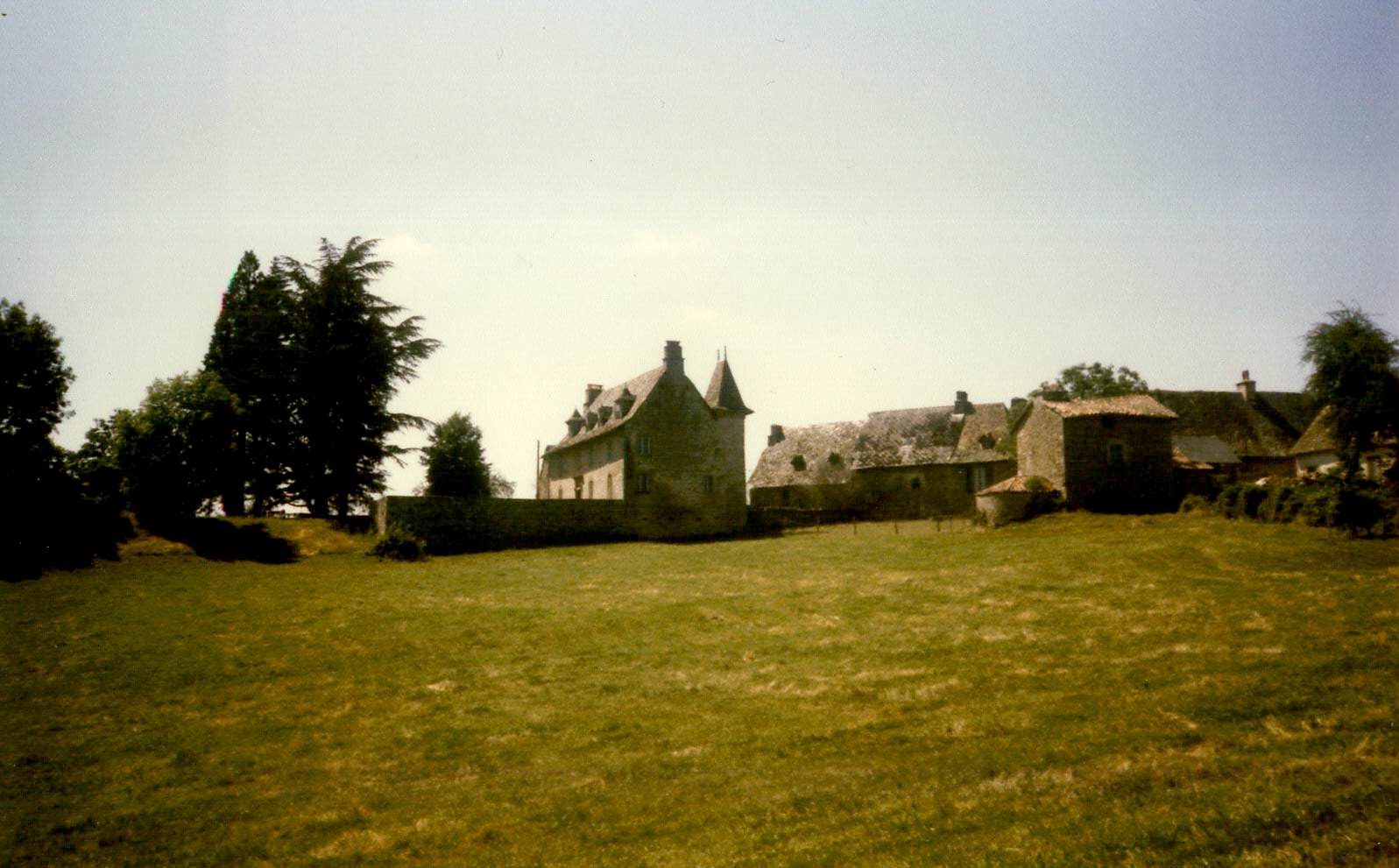
Поместье Дильяк
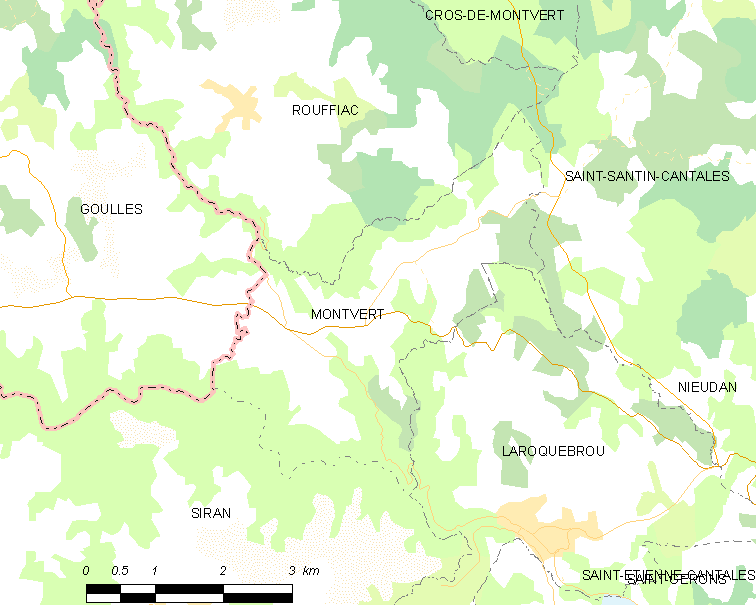
Карта коммуны